# Plesiophrictus sericeus
Plesiophrictus sericeus é uma espécie de aranha pertencente à família Theraphosidae (tarântulas).